# Perry Rhodan

Prima copertă a revistei Perry Rhodan (1/1961)

Perry Rhodan este numele unei serii science-fiction publicate din anul 1961 în Germania, precum și numele personajului principal. Este o epopee spațială care se ocupă cu mai multe teme de science-fiction. Având peste un miliard de copii (în format broșură ieftină) vândute la nivel mondial, este cea mai de succes serie de cărți science-fiction care a fost scrisă vreodată. Seria a influențat mai mulți scriitori germani de science-fiction.

## Autori
În prezent
- Uwe Anton
- Frank Borsch
- Arndt Ellmer (Wolfgang Kehl)
- Oliver Fröhlich
- Hubert Haensel
- Kai Hirdt
- Leo Lukas
- Christian Montillon (Christoph Dittert)
- Susan Schwartz (Uschi Zietsch)
- Michelle Stern
- Verena Themsen
- Michael Marcus Thurner
- Wim Vandemaan (Hartmut Kasper)

Foști colaboratori
- Andreas Brandhorst
- Frank Böhmert
- Caroline Brandt
- Robert Corvus
- Richard Dübell
- Andreas Eschbach
- Liza Grimm
- Gisbert Haefs
- Markus Heitz
- Claudia Kern
- Tanja Kinkel
- Titus Müller
- Bernd Perplies